# SIPOC
Trong cải tiến quy trình, SIPOC (đôi khi là COPIS) là một công cụ tóm tắt các đầu vào và đầu ra của một hoặc nhiều quy trình ở dạng bảng. Từ viết tắt SIPOC là viết tắt của suppliers, inputs, process, outputs và customers tạo thành các cột của bảng. Nó được sử dụng ít nhất là sớm nhất là trong các chương trình quản lý chất lượng tổng thể vào cuối những năm 1980  và tiếp tục được sử dụng ngày nay trong Six Sigma, sản xuất tinh gọn và quản lý quy trình kinh doanh.
Để nhấn mạnh việc đặt nhu cầu của khách hàng lên hàng đầu, công cụ đôi khi được gọi là COPIS và thông tin quy trình được điền vào bắt đầu với khách hàng và làm việc ngược dòng với nhà cung cấp.
SIPOC thường được trình bày khi bắt đầu các nỗ lực cải tiến quy trình như các sự kiện Kaizen hoặc trong giai đoạn "xác định" của quy trình DMAIC. Nó có ba cách sử dụng điển hình tùy thuộc vào đối tượng:
- Cung cấp cho những người không quen thuộc với quy trình một cái nhìn tổng quan cấp cao
- Để làm lại những người có quen thuộc với một quy trình đã mờ dần hoặc trở nên lỗi thời do thay đổi quy trình
- Để giúp mọi người trong việc xác định một quy trình mới

Một số khía cạnh của SIPOC có thể không dễ thấy là:
- Nhà cung cấp và khách hàng có thể là nội bộ hoặc bên ngoài đối với tổ chức thực hiện quy trình.
- Đầu vào và đầu ra có thể là vật liệu, dịch vụ hoặc thông tin.
- Trọng tâm là nắm bắt tập hợp các đầu vào và đầu ra thay vì các bước riêng lẻ trong quy trình. [b]

| Nhà cung cấp                                                                             | Đầu vào | Quá trình | Đầu ra | khách hàng                                                           |
| ---------------------------------------------------------------------------------------- | --- | --- | --- | -------------------------------------------------------------------- |
| - Chủ phương tiện - Đại Diện bộ phận dịch vụ khách hàng - Quản lý cơ sở - Bộ phận cửa sổ | - Yêu cầu sửa chữa - Xe sửa chữa - Quyền được tiến hành với các khuyến nghị cá nhân - Vịnh mở - Bộ phận sửa chữa đã được phê duyệt - Quan sát | - Lịch trình thăm - Chẩn đoán vấn đề - Chuẩn bị trật tự công việc - Bộ phận nguồn - Thực hiện sửa chữa - Thông báo rằng dịch vụ đã hoàn tất | - Ngày và giờ hẹn - Đề xuất sửa chữa và dự toán - Trình tự công việc - Bộ phận sửa chữa đã được phê duyệt - Điện thoại / e-mail / thông báo tin nhắn văn bản - Xe đã sửa chữa | - Chủ phương tiện - Thợ cơ khí - Đại Diện bộ phận dịch vụ khách hàng |